# Thranius gibbosus
Thranius gibbosus là một loài bọ cánh cứng trong họ Cerambycidae.